# Маковський повіт
Маковський повіт (пол. powiat makowski) — один з 37 земських повітів Мазовецького воєводства Польщі.
Утворений 1 січня 1999 року в результаті адміністративної реформи.

## Загальні дані
Повіт знаходиться у північній частині воєводства.
Адміністративний центр — місто Макув-Мазовецький.
Станом на 1.01.2008 населення становить 46 290 осіб, площа 1064,62 км².

## Демографія
Демографічні дані повіту станом на 30.06.2005:
|       | Всього | Всього | Жінки  | Жінки | Чоловіки | Чоловіки |
| ----- | ------ | ------ | ------ | ----- | -------- | -------- |
|       | осіб   | %      | осіб   | %     | осіб     | %        |
| Повіт | 46 658 | 100    | 23 371 | 50,1  | 23 287   | 49,9     |
| Міста | 12 644 | 100    | 6603   | 52,2  | 6041     | 47,8     |
| Села  | 34 014 | 100    | 16 768 | 49,3  | 17 246   | 50,7     |